# Agrupación Deportiva Cerro de Reyes
L'AD Cerro de Reyes és un club de futbol de la ciutat de Badajoz. Es va crear l'any 1980 i actualment juga en Segona Divisió "B" al Grup II. Juga a l'estadi José Pache, que té una capacitat per a 3.500 espectadors.

## Història
El Cerro de Reyes es va fundar l'any 1980. En tota la història d'aquest equip ressalten dues persones molt importants per a l'entitat, com són José Pache (l'estadi del Cerro porta aquest nom com homenatge)i Antonio Olivera Mendez àlies "Cachola" amb el qual l'equip ha aconseguit el millors resultats esportius e institucionals de la seva història.
La primera vegada que va jugar a Segona B va ser la temporada 2005/2006, en la qual va baixar a Tercera Divisió. Després de dos anys en Tercera, finalment en la temporada 2008/2009 va pujar altra vegada a Segona Divisió B, en la qual serà la segona temporada en la seva història.

## Dades del club
- Temporades a Segona Divisió B: 2
- Temporades a Tercera Divisió: 8